# 鎌倉駅
鎌倉駅（かまくらえき）は、神奈川県鎌倉市小町一丁目および御成町にある、東日本旅客鉄道（JR東日本）・江ノ島電鉄の駅である。

## 乗り入れ路線
JR東日本の各線（後述）と、江ノ島電鉄線の合計3路線が乗り入れる接続駅で、駅番号が付与されている。
- JR東日本：各線（後述）
- 江ノ島電鉄： 江ノ島電鉄線 - 駅番号「EN15」

JR東日本の駅は横須賀線の中間駅で、東京駅経由の総武快速線直通系統と新宿駅経由で宇都宮線に直通する湘南新宿ラインの列車が停車する。土曜・休日は臨時列車も停車する。かつては、一部の「成田エクスプレス」が繁忙期の休日日中を中心に横須賀駅まで延長され、当駅に停車していた（2017年1月まで。）
- 横須賀線：東海道本線（品鶴線経由）を経て、大船駅より線路名称上の横須賀線を走る。上り列車は多くの列車が東京駅を経由し、総武快速線へ直通する。 - 駅番号「JO 07」
- 湘南新宿ライン：東海道本線（品鶴線経由）を経て、西大井駅まで横須賀線と同一の線路を使用し、新宿駅経由で宇都宮線へ直通する。 - 駅番号「JS 07」

江ノ島電鉄の駅は同線の終着駅である。始発駅の誤解も多いが、始発は藤沢駅である。

## 歴史
- 1889年（明治22年）6月16日：官設鉄道大船駅 - 横須賀駅の開通時に、鎌倉駅が開業する[1]。開業時は相対式ホーム2面2線である。
- 1909年（明治42年）10月12日：横須賀線所属駅となる。
- 1910年（明治43年）11月14日：江之島電氣鉄道の小町駅が駅東口の旧鎌倉警察署あたり、併用軌道上に開業する（北緯35度19分7.5秒 東経139度33分7秒 / 北緯35.318750度 東経139.55194度）。
- 1915年（大正4年）10月18日：江之島電氣鉄道の小町駅が鎌倉駅に改称する。
- 1916年（大正5年）11月23日：鉄道省鎌倉駅、二代目駅舎が落成する。この時に島式ホーム1面2線となり、西口および地下通路設置。時計塔のある駅舎として親しまれた。
- 1930年（昭和5年）：省線の西口駅舎が二代目になる（正確な日時不明）。
- 1936年（昭和11年）8月：省線鎌倉駅、主階段の北鎌倉寄りに階段を増設する。
- 1949年（昭和24年）
  - 3月1日：江ノ島電気鉄道の駅が現在地に移転し、社名変更で同年8月1日に路線名を江ノ島鎌倉観光線と改称する。
  - 6月1日：日本国有鉄道が発足し、運輸通信省（1943年に鉄道省から改称）の駅は国鉄の駅となる。
- 1962年（昭和37年）4月21日：国鉄駅での貨物取り扱いを廃止する[1]。
- 1968年（昭和43年）12月9日：東西地下連絡通路（地下道）が開通する。
- 1981年（昭和56年）9月1日：江ノ島鎌倉観光が江ノ島電鉄に社名変更し、私鉄鎌倉駅は江ノ島電鉄線の駅となる。江ノ電の二代目駅舎が落成する。
- 1984年（昭和59年）10月3日：国鉄の駅舎を現在のものに改築（三代目）[2]し、駅舎落成記念乗車券が発売される。二代目駅舎時計塔を駅西広場へ移設する。
- 1985年（昭和60年）3月14日：国鉄駅での荷物扱いを廃止する[1]。
- 1987年（昭和62年）4月1日：国鉄分割民営化により、国鉄の駅はJR東日本の駅となる[1]。
- 1993年（平成5年）11月5日：JR東日本の駅に自動改札機を設置[3]。
- 1997年（平成9年）3月18日：江ノ電との連絡改札口に自動改札機を設置[4]。
- 2000年（平成12年）：JR東日本の駅が関東の駅百選に選定される。
- 2001年（平成13年）
  - 11月18日：JR東日本でICカード「Suica」の利用が可能となる。
  - 12月1日：湘南新宿ライン運転開始。
- 2007年（平成19年）
  - 3月18日：江ノ島電鉄でICカード「PASMO」の利用が可能となる。
  - 10月31日：東口の駅ビル「エキスト鎌倉」が開業[5]する。
- 2013年（平成25年）7月1日：童謡「鎌倉」を駅の発車メロディーとして、2015年（平成27年）6月30日までの期間限定[6]で採用する。
- 2014年（平成26年）3月15日：横浜駅・大船駅発着の「成田エクスプレス」の一部列車が、横須賀駅までの臨時列車として繁忙期の土日祝のみ延長運転を開始し、当駅が停車駅となる。
- 2017年（平成29年）
  - 1月：成田エクスプレスの延長運行が休止。
  - 3月22日：東口を改装し[7]、駅ビルは「CIAL鎌倉」[8]として新装開業する。
- 2018年（平成30年）3月20日：大船軒駅そば屋が「いろり庵きらく鎌倉店」として新装開業する。

## 駅構造

### JR東日本
島式ホーム1面2線を有する地上駅で、上下線共に留置線を1本ずつ有する。ホームは盛土の上に設けられ、改札口と江ノ電のりばは横須賀線ホームより低く位置し、改札口東西通路上の線路はガーター橋が使われている。かつて下り線に貨物側線もあったが、1970年代に撤去されて跡地は東急ストア側のトラックターミナルとなり、現在は駐車場である。
駅周辺が観光地であるため、土曜・休日は臨時列車が当駅まで運転されることがある。留置線はあるが当駅の折り返しは不可で、下りは折り返し可能な逗子駅あるいは横須賀駅に、留置線内に留まる上りは大船駅まで回送させる場合が多い。夕方も留置場所から当駅まで回送させ、乗客を乗せて出発する。
階段部はエレベーターやエスカレーターが設置されている主階段（旧A階段）と、北鎌倉寄りにこれらが設置されていない階段（旧B階段）の二箇所がある。上屋は新旧ある構造で、柱の一部は明治・大正期の古レール製である。Suicaグリーン券専用の自動券売機がホーム上に2台設置されている。
構内は東西改札それぞれにトイレおよびエレベーターが設置されている。
駅舎の東口は、従来から飲食店を中心とした商店があったが改装され、2007年10月31日に「エキスト鎌倉」として開業した。1階のコンビニエンスストアと鎌倉市の観光案内所以外はすべて飲食関連の商店である。「エキスト鎌倉」は2016年9月30日に閉店して大規模改装し、「CIAL鎌倉（シァル鎌倉）」として2017年3月22日に新装開業した。
当駅開設時の土地権利から、改札内はホーム上の加藤売店と大船軒のみである。大船軒の駅そば屋は2017年11月8日に閉店後、2018年3月20日に「いろり庵きらく鎌倉店」として開業した。
横浜統括センターの直営駅であり、北鎌倉駅を管理している。東口にみどりの窓口と指定席券売機が設置されている。また、西口にはお客さまサポートコールシステムが導入されており、早朝は遠隔対応のため改札係員が不在となる。

#### のりば
| 番線 | 路線                   | 方向 | 行先                     |
| ---- | ---------------------- | ---- | ------------------------ |
| 1    | 横須賀線               | 下り | 逗子・横須賀・久里浜方面 |
| 2    | 横須賀・総武線（快速） | 上り | 横浜・東京・千葉方面     |
| 2    | 湘南新宿ライン         | 北行 | 渋谷・新宿・大宮方面     |

（出典：JR東日本:駅構内図）

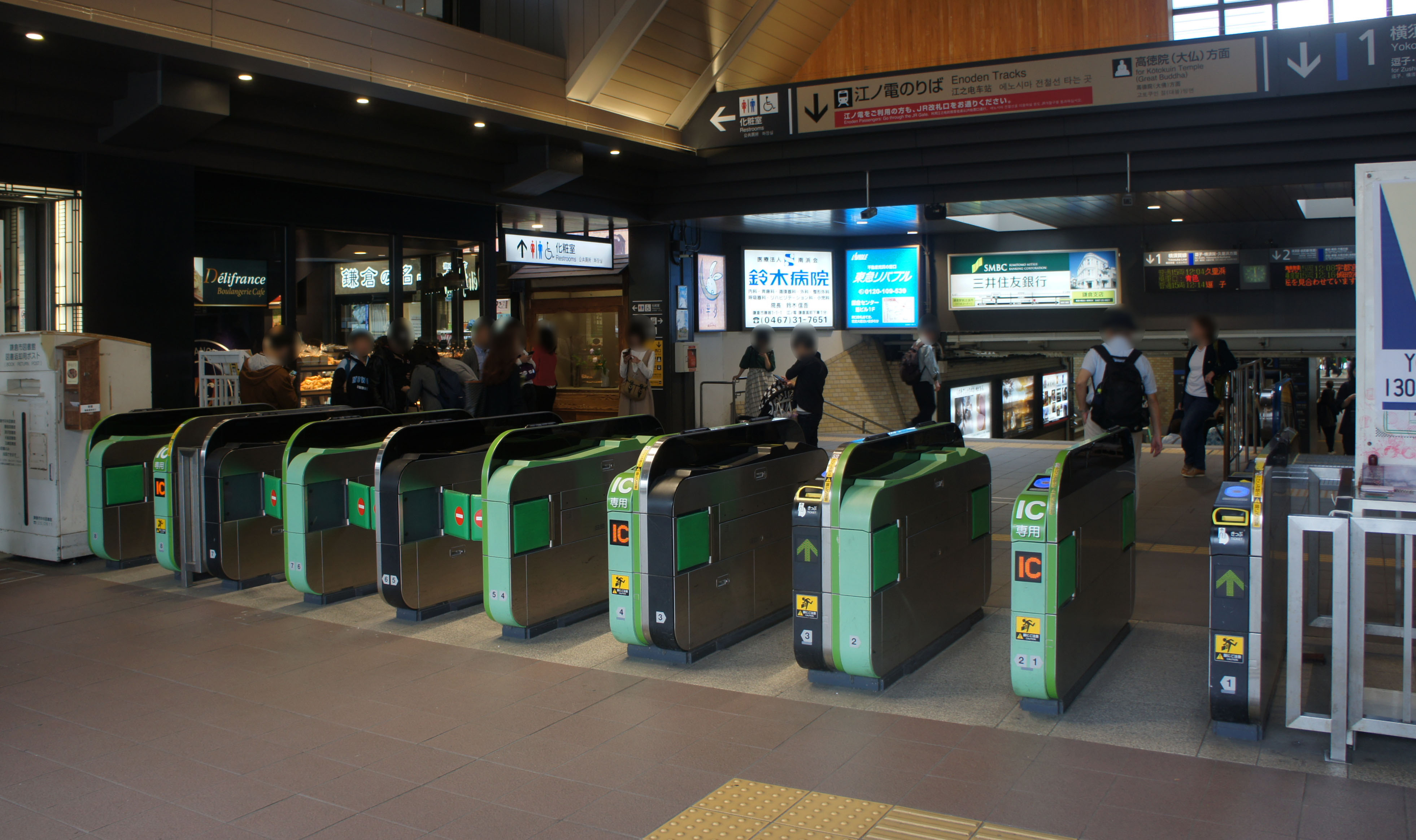
東改札（2019年6月）
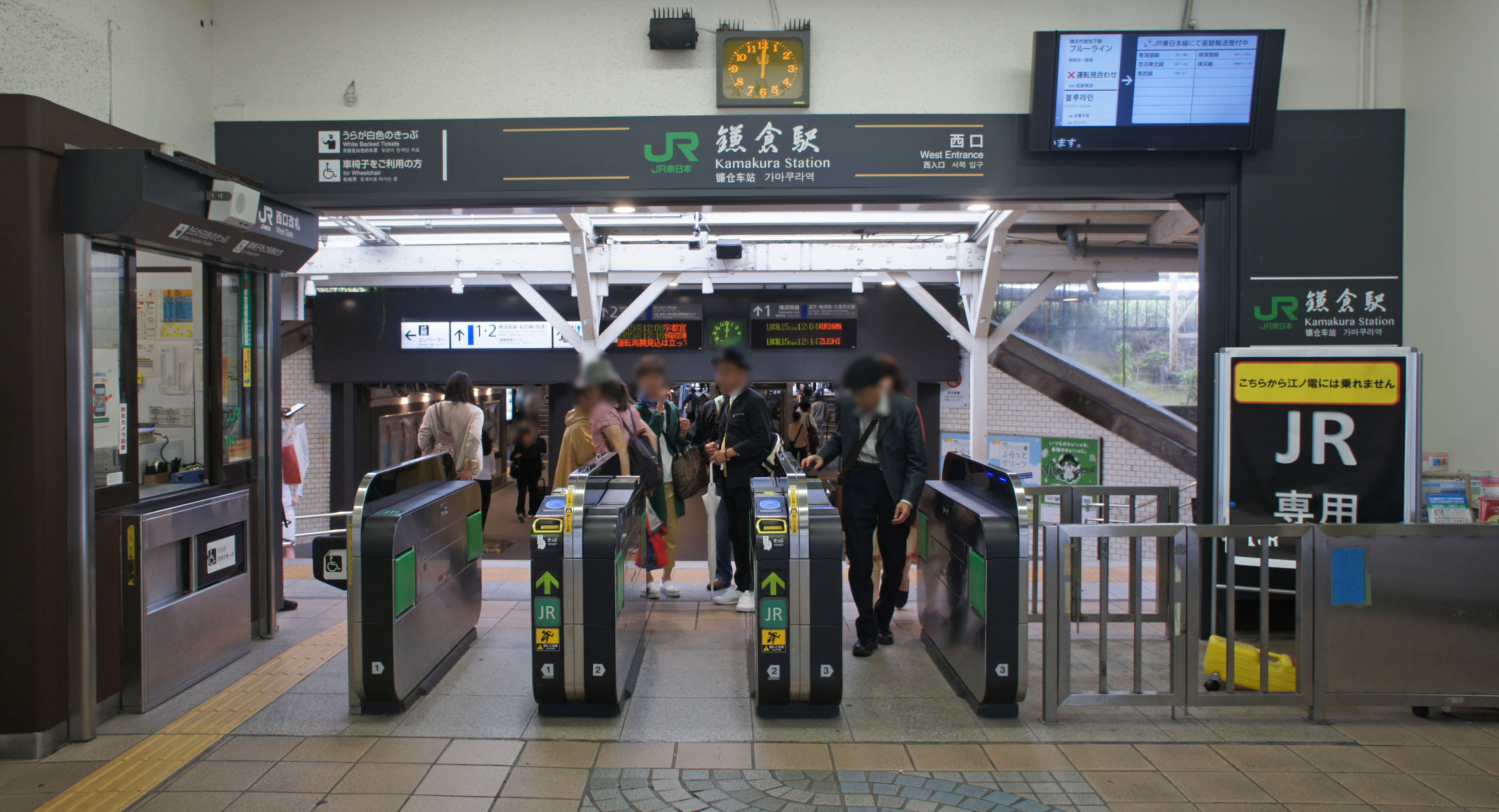
西改札（2019年6月）
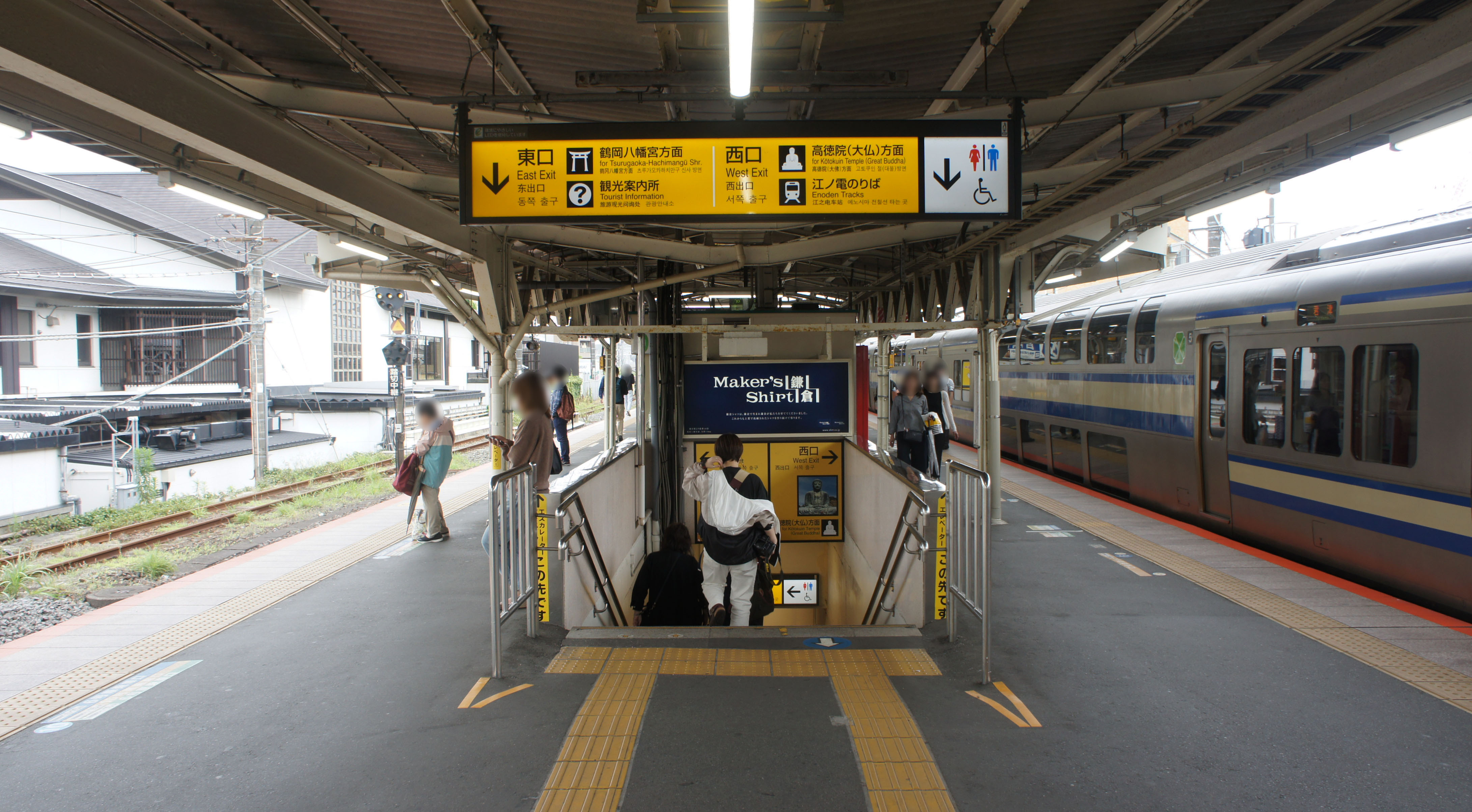
ホーム（2019年6月）
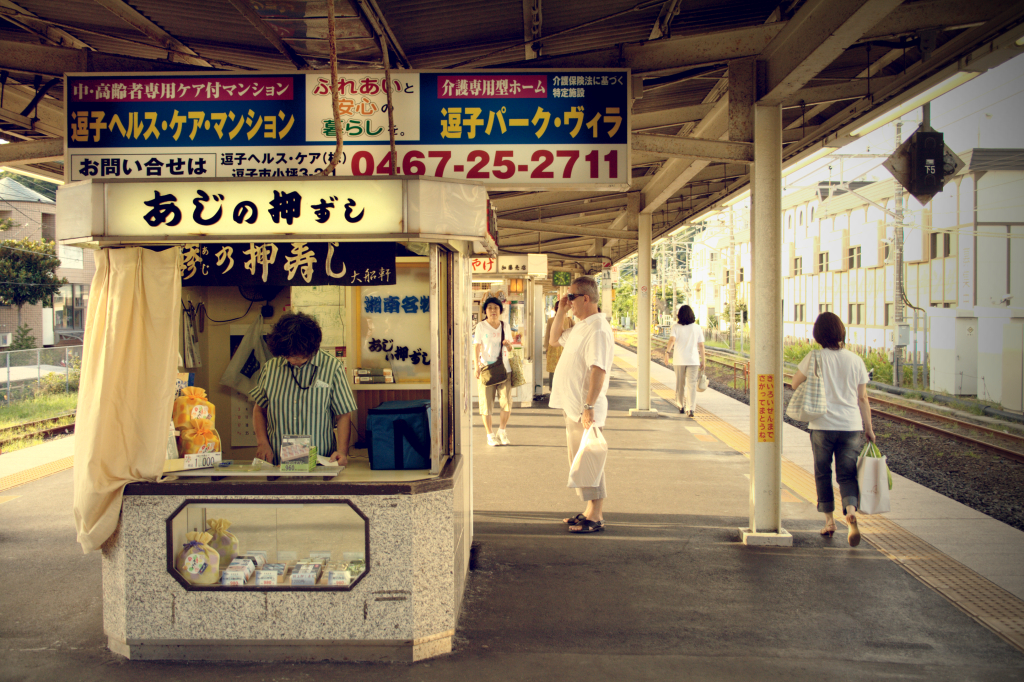
大船軒の駅弁売場（2008年8月）
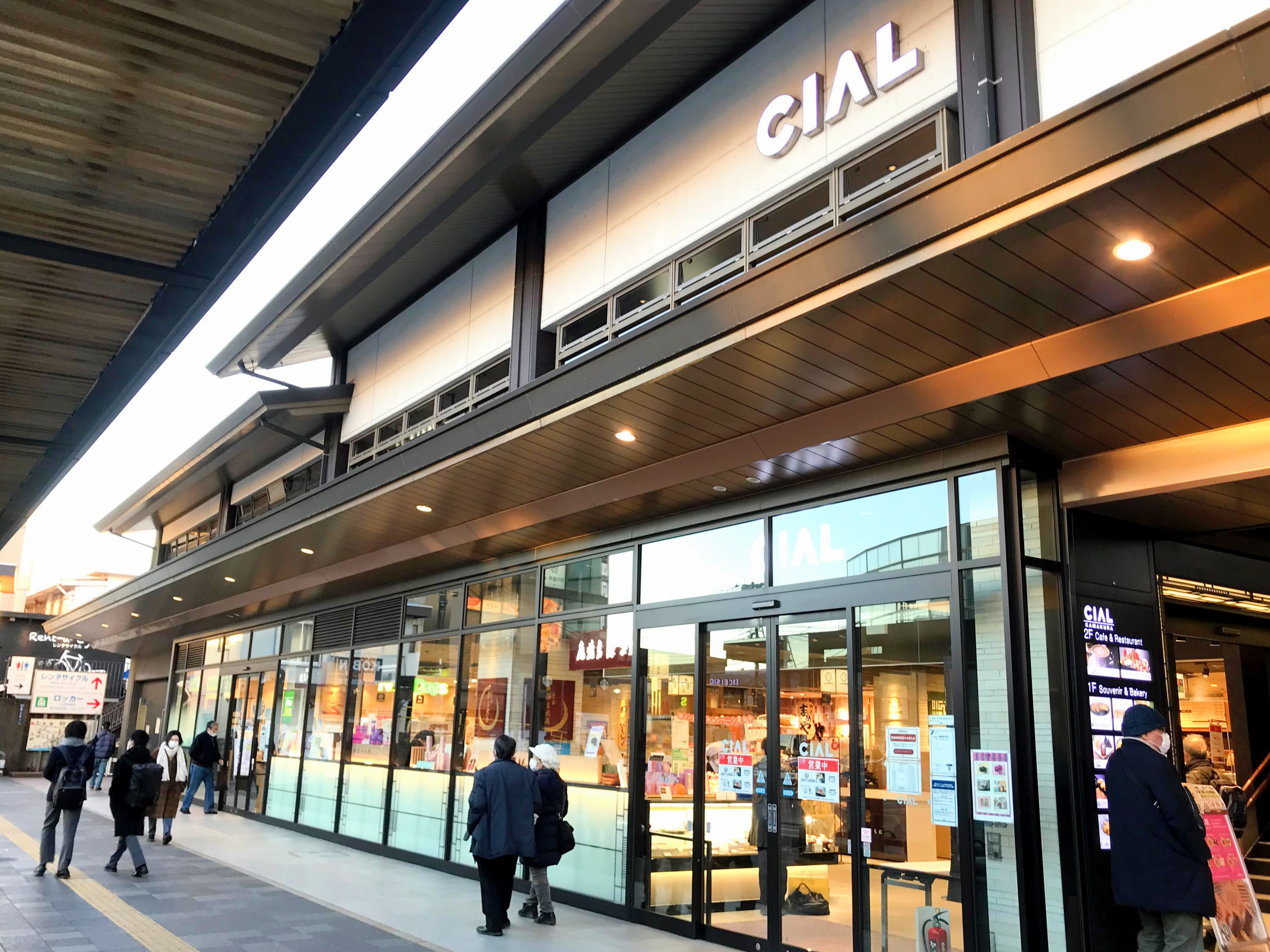
CIAL鎌倉

### 江ノ島電鉄
頭端式ホーム2面2線を有する地上駅である。共同使用駅のため、JRとホーム番線を連番で設定しており、3 - 5番線を使用している。3番線は乗車用、4番線は降車用、5番線は臨時に使用する。なお、場内信号機による運転上の番線表示は3番・4番である。5番線は早朝の一部列車のみが使用するが、正月やゴールデンウィークなどの繁忙期は2線を使った交互発車となる。2023年3月18日のダイヤ改正より、21時台に5番線に到着した当駅終着の列車により夜間留置が行われるようになった。同列車が翌朝の上り一番列車となる運用になっている。なお工事の都合で3番線に留置される場合があり、その場合、以降の列車はすべて5番線発着となる。
共同使用駅であり、構内が繋がっていることから、東口のJRの券売機でも江ノ島電鉄の普通乗車券が購入できるほか、江ノ電の入場券でJR構内へ、JRの入場券で江ノ電の構内へそれぞれ入場が可能である（両社でそれぞれの様式の入場券が発売されているが料金はJRに合わせてあり、江ノ電の最低運賃よりも安い）。
トイレは3番ホーム先端に設置され、男性用トイレ横にオストメイト対応の多目的トイレある。改札（西口）からホームまで段差がなく、バリアフリーに対応している。

#### のりば
| 番線 | 路線         | 行先                   | 備考                     |
| ---- | ------------ | ---------------------- | ------------------------ |
| 3    | 江ノ島電鉄線 | 長谷・江ノ島・藤沢方面 | 線路を共用               |
| 4    | 江ノ島電鉄線 | （降車ホーム）         | 線路を共用               |
| 5    | 江ノ島電鉄線 | 長谷・江ノ島・藤沢方面 | 通常は早朝の一部列車のみ |

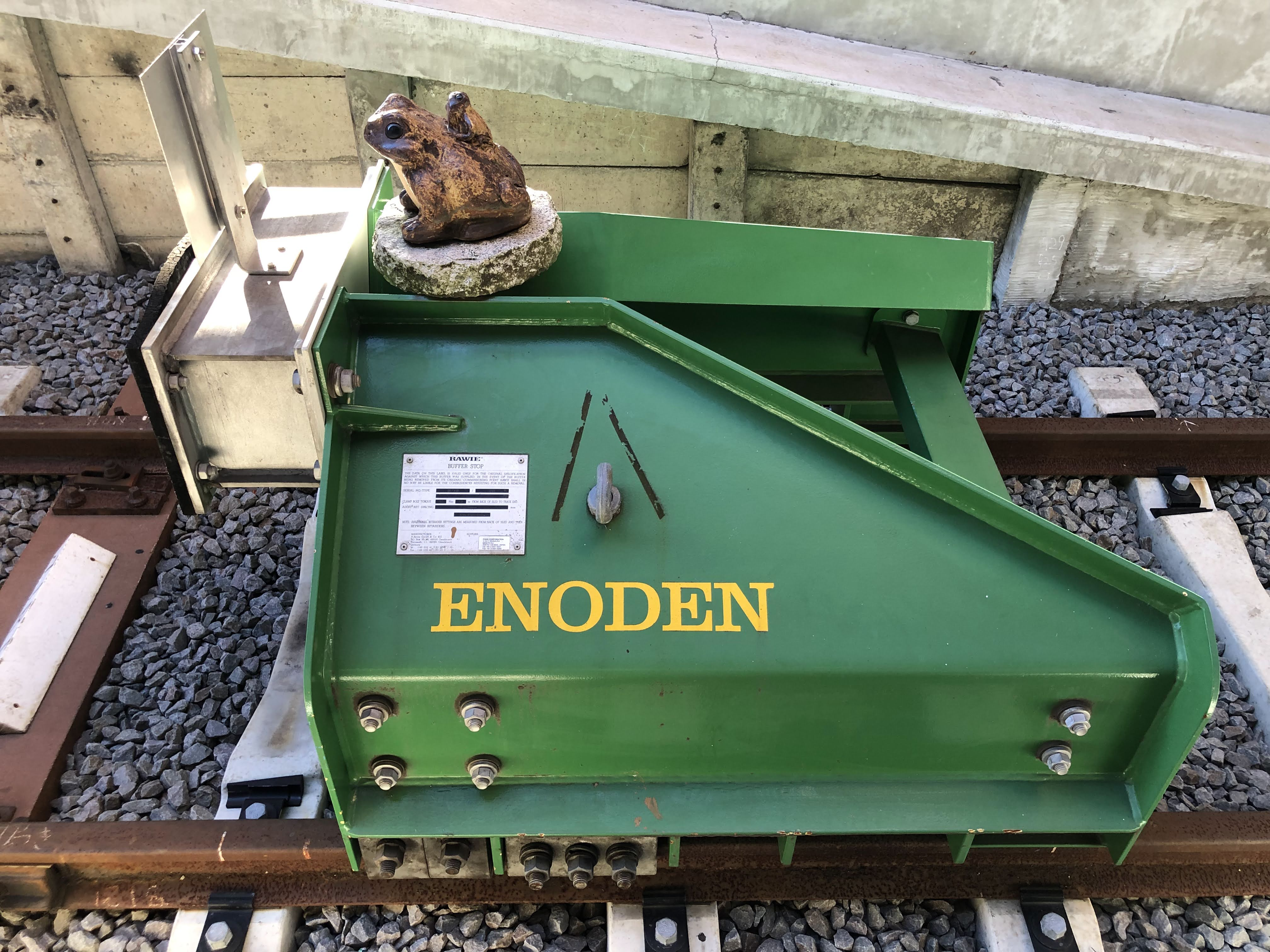
3番線の車止めと親子カエル
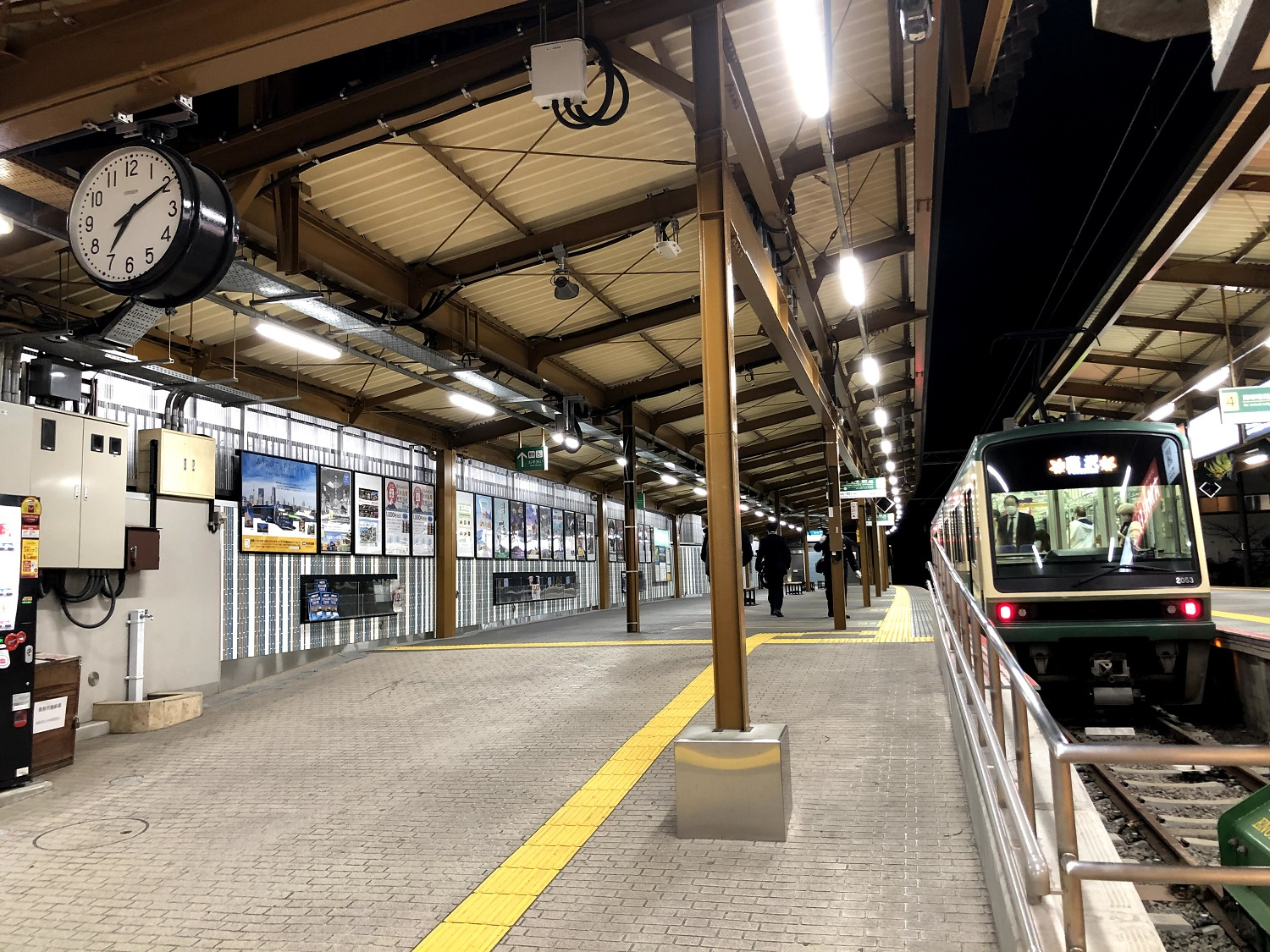
江ノ電・鎌倉駅の構内(2020年)

## 両社間の連絡改札

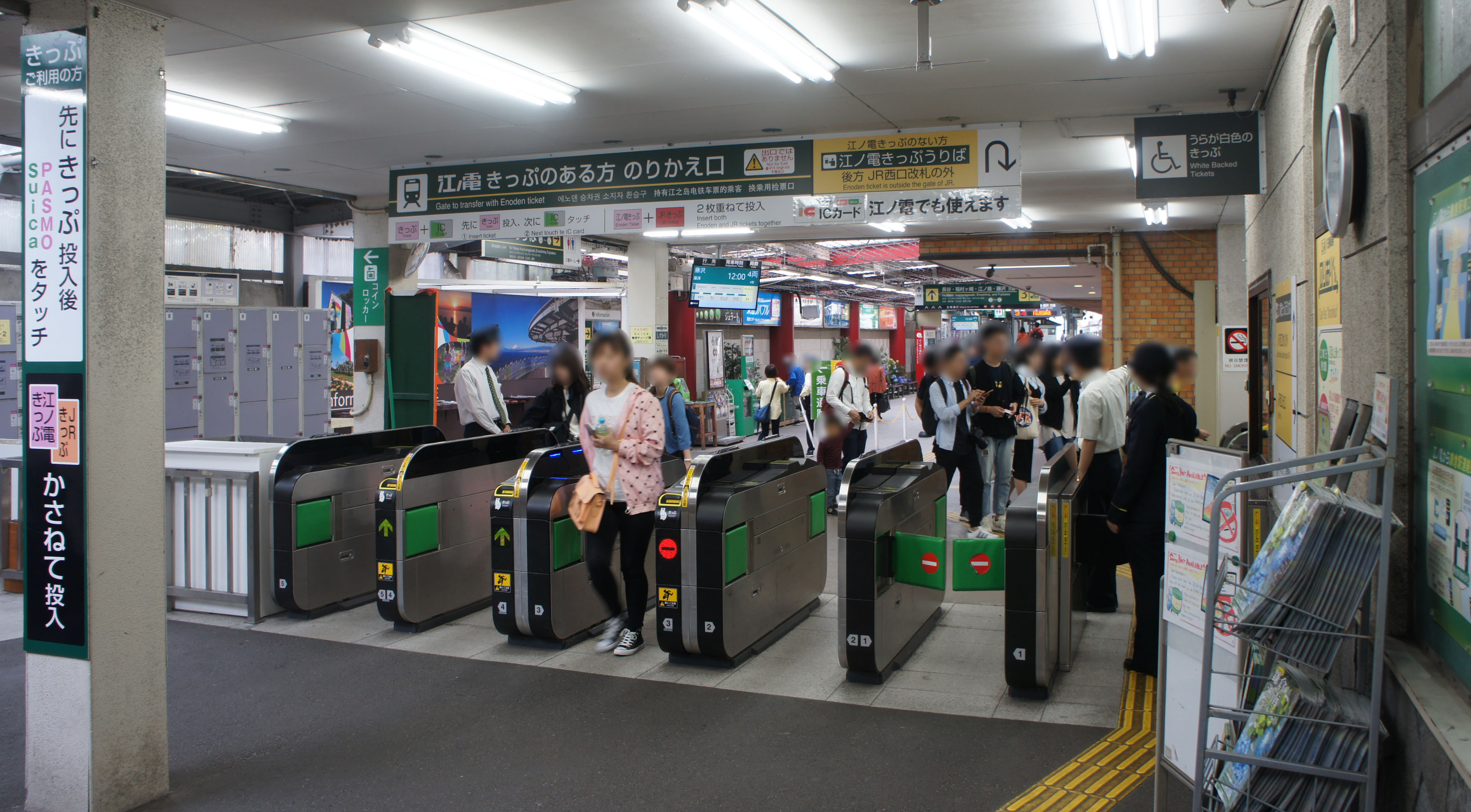
連絡改札（2019年6月）

構内にJR東日本と江ノ島電鉄との乗り換え改札（中間改札）があるが、両社共に乗り継ぎ精算機は設置されておらず、両社にそれぞれ有効な乗車券か、PASMOやSuicaもしくは、これらと相互利用できる交通系ICカードで利用する。
江ノ電のみを利用する場合も、JR鎌倉駅改札からの入出場（西口は入場のみ）が可能となっている。この乗り換え改札はJR所有の自動改札機が設置されているが特別仕様で、江ノ電側から東口に通り抜ける場合のみ、乗車情報を乗車券に認証記録させるために赤い点滅ボタンを押す必要がある。
この乗り換え改札は、駅構内の混雑・危険回避のため、正月・ゴールデンウィーク・花火大会などの繁忙期は閉鎖され、その間は東口での江ノ電の乗車券も販売が中止され、完全に構内を分離する形となる。
江ノ電初代駅舎時代は連絡改札はなく、改札を出て国鉄側の改札を通る必要があった。頭端式ホームすぐ前が改札になっており、今の連絡通路やエキナカ施設がある場所は江ノ電不動産の店舗であった。

## 駅弁
大船軒が販売する主な駅弁は下記の通り。
- 伝承鰺の押寿し
- 鰺の押寿し
- やまゆり牛しぐれ煮弁当
- しらす弁当
- 大船軒ハムサンドウィッチ

## 利用状況
- JR東日本 - 2023年度（令和5年度）の1日平均乗車人員は39,593人である[利用客数 1]。
- 江ノ島電鉄 - 2019年度（令和元年度）の1日平均乗降人員は25,802人である[利用客数 2]。
同社の駅の中では第1位。

### 年度別1日平均乗降人員
2002年度（平成14年度）以降の1日平均乗降人員の推移は下記の通り（JRを除く）。
| 年度               | 江ノ島電鉄       | 江ノ島電鉄 |
| 年度               | 1日平均 乗降人員 | 増加率     |
| ------------------ | ---------------- | ---------- |
| 2002年（平成14年） | 16,694           |            |
| 2003年（平成15年） | 16,755           | 0.4%       |
| 2004年（平成16年） | 17,126           | 2.2%       |
| 2005年（平成17年） | 17,548           | 2.5%       |
| 2006年（平成18年） | 17,776           | 1.3%       |
| 2007年（平成19年） | 19,884           | 11.9%      |
| 2008年（平成20年） | 16,639           | −16.3%     |
| 2009年（平成21年） | 19,745           | 18.7%      |
| 2010年（平成22年） | 19,190           | −2.8%      |
| 2011年（平成23年） | 19,377           | 1.0%       |
| 2012年（平成24年） | 21,455           | 10.7%      |
| 2013年（平成25年） | 21,962           | 2.4%       |
| 2014年（平成26年） | 23,139           | 5.4%       |
| 2015年（平成27年） | 23,987           | 3.7%       |
| 2016年（平成28年） | 24,612           | 2.6%       |
| 2017年（平成29年） | 27,194           | 10.5%      |
| 2018年（平成30年） | 27,597           | 1.5%       |
| 2019年（令和元年） | 25,802           | −6.5%      |

### 年度別1日平均乗車人員
1995年度（平成7年度）以降の1日平均乗車人員の推移は下記の通り。
| 年度               | JR東日本 | 江ノ島電鉄 | 出典                |
| ------------------ | -------- | ---------- | ------------------- |
| 1995年（平成07年） | 39,052   | 10,075     | [ 乗降データ 3 ]    |
| 1998年（平成10年） | 37,850   | 8,989      | [ 神奈川県統計 1 ]  |
| 1999年（平成11年） | 37,509   | 8,992      | [ 神奈川県統計 2 ]  |
| 2000年（平成12年） | 37,243   | 9,071      | [ 神奈川県統計 2 ]  |
| 2001年（平成13年） | 38,064   | 9,361      | [ 神奈川県統計 3 ]  |
| 2002年（平成14年） | 37,127   | 9,458      | [ 神奈川県統計 4 ]  |
| 2003年（平成15年） | 37,575   | 9,479      | [ 神奈川県統計 5 ]  |
| 2004年（平成16年） | 37,472   | 9,785      | [ 神奈川県統計 6 ]  |
| 2005年（平成17年） | 37,839   | 10,041     | [ 神奈川県統計 7 ]  |
| 2006年（平成18年） | 38,737   | 9,847      | [ 神奈川県統計 8 ]  |
| 2007年（平成19年） | 39,719   | 13,080     | [ 神奈川県統計 9 ]  |
| 2008年（平成20年） | 40,374   | 13,917     | [ 神奈川県統計 10 ] |
| 2009年（平成21年） | 40,314   | 11,755     | [ 神奈川県統計 11 ] |
| 2010年（平成22年） | 39,916   | 11,707     | [ 神奈川県統計 12 ] |
| 2011年（平成23年） | 40,041   | 10,872     | [ 神奈川県統計 13 ] |
| 2012年（平成24年） | 42,038   | 10,715     | [ 神奈川県統計 14 ] |
| 2013年（平成25年） | 42,841   | 10,977     | [ 神奈川県統計 15 ] |
| 2014年（平成26年） | 43,126   | 11,562     | [ 神奈川県統計 16 ] |
| 2015年（平成27年） | 44,376   | 11,976     | [ 神奈川県統計 17 ] |
| 2016年（平成28年） | 44,843   | 12,275     | [ 神奈川県統計 18 ] |
| 2017年（平成29年） | 44,866   | 13,377     | [ 神奈川県統計 19 ] |
| 2018年（平成30年） | 44,838   | 13,592     | [ 神奈川県統計 20 ] |
| 2019年（令和元年） | 43,183   |            |                     |
| 2020年（令和02年） | 28,591   |            |                     |
| 2021年（令和03年） | 32,324   |            |                     |
| 2022年（令和04年） | 38,232   |            |                     |
| 2023年（令和05年） | 39,593   |            |                     |

## 駅周辺

### 東口

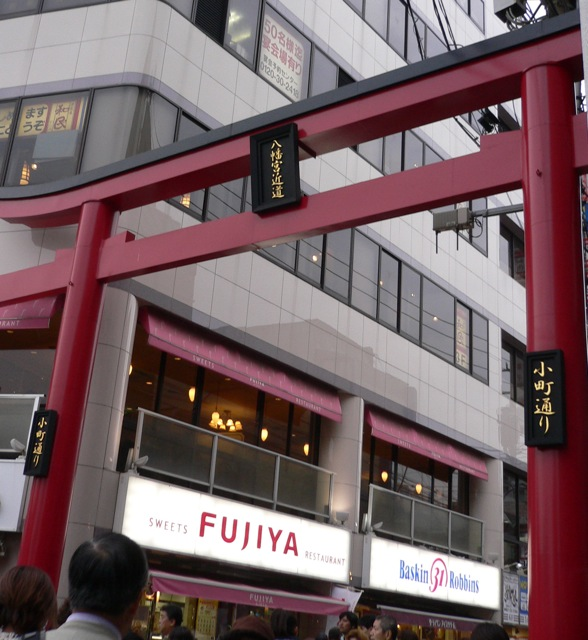
小町通り（鶴岡八幡宮裏参道）入口

住民は「表口」と呼んでいる。駅前の広場はロータリーになっており、バスターミナルがある。広場の北側から鶴岡八幡宮の裏参道（小町通り）が始まる。入口に大鳥居がある。観光ルートとして人通りが多く、車両通行規制時間帯が設けられている。広場から神奈川県道303号鎌倉停車場線がおよそ50メートル直進する。鎌倉停車場線は、終点の鎌倉駅入口交差点で神奈川県道21号横浜鎌倉線と交差する。横浜鎌倉線は鶴岡八幡宮の表参道（若宮大路）になっている。駅から左方向は段葛で1キロメートル (km) 弱で鶴岡八幡宮へ、右方向はおよそ1kmで国道134号へそれぞれ至る。
「鎌倉とうきゅう」と飲食店が入居する雑居ビル「グルメプラザ109」がある。 1959年から1973年まで西武百貨店が駅前に出店していたが、第一勧業（みずほ）銀行を経て、建物を2008年に地場和食店「御代川」が購入して営業している。
駅舎の右側、北鎌倉寄りに西口方面への地下通路があり、鎌倉市の展示コーナーが設けられている。地下通路の壁画は、地元漫画家の横山隆一による「鎌倉カーニバル」である。
- ホテルメトロポリタン 鎌倉 - 2020年4月24日に開業[13]。
- 三菱UFJ銀行鎌倉支店・逗子支店
- SMBC日興証券鎌倉支店
- 鎌倉郵便局
- 不二家 - 不二家レストランも併設する。
- 豊島屋 - 鳩サブレーで知られる。ベーカリー「扉」も併設する。

### 西口

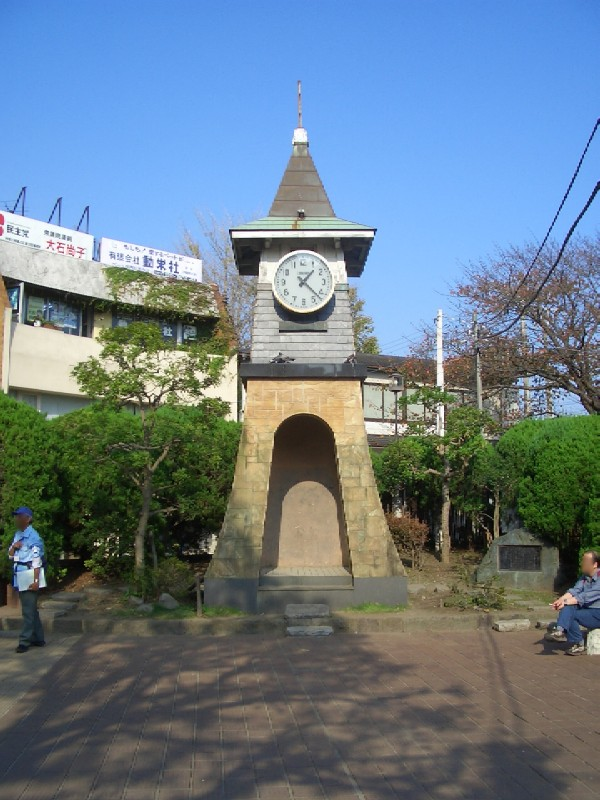
西口広場にある鎌倉駅旧駅舎の時計塔。現在の駅舎に改築される際に市民の要望によって保存された（2004年11月9日）。

住民は「裏口」および「裏駅」と呼んでいる。西口は大正期の二代目駅舎改築時に開設。現代の西口駅舎はJR、江ノ電ともに二代目（それぞれ1930年、1981年に落成）。駅前広場は三角形になっており、地元では「三角公園」と呼ばれる。ここには二代目駅舎の時計塔が保存してある。この公園の脇から前述の東口への地下道がある。駅前にはタクシー用のロータリーがある。バス路線に関しては、鎌倉駅着のものはあるが鎌倉駅発はなく、徒歩3分先の市役所前から発車する。
- 鎌倉市役所
- みずほ銀行 鎌倉支店
- 鎌倉市中央図書館
- 鎌倉市立御成小学校 - 旧鎌倉御用邸。校門は御用邸当時のままである。
- 鎌倉税務署
- 銭洗弁財天宇賀福神社

## バス路線

### 東口
駅前に鎌倉駅バスターミナルが整備されている他、若宮大路上にパークアンドライド用バス「フクちゃん号」専用の鎌倉駅入口バス停が設置されている。
| のりば     | 運行事業者                  | 系統・行先                                                                                                 |
| 鎌倉駅     | 鎌倉駅                      | 鎌倉駅 |
| ---------- | --------------------------- | --- |
| 1          | 江ノ電バス                  | - F1：藤沢駅南口 - K1：桔梗山 - K3：湘南車庫                                                               |
| 2          | 京浜急行バス                | 空港リムジン：羽田空港(運休中)                                                                             |
| 2          | 江ノ電バス                  | - A21：上大岡駅 - N2：大船駅 - K4：本郷台駅 - K5：七里ヶ浜(元旦の夜に1本) - 空港リムジン(運休中)：羽田空港 |
| 2          | - 南海バス - 和歌山バス     | 夜行高速：南海なんば高速バスターミナル                                                                     |
| 3          | 京浜急行バス                | - 鎌30：逗子・葉山駅 - 鎌31：緑ヶ丘入口                                                                    |
| 3          | 江ノ電バス                  | 定期遊覧バス                                                                                               |
| 4          | 京浜急行バス                | 鎌20：大塔宮                                                                                               |
| 5          | 京浜急行バス                | - 鎌23：鎌倉霊園正門前太刀洗 - 鎌24：金沢八景駅 - 鎌36：ハイランド循環                                     |
| 6          | 京浜急行バス                | - 鎌2：梶原 - 鎌4：鎌倉山                                                                                  |
| 7          | 京浜急行バス                | - 鎌11：海岸橋循環 - 鎌12：九品寺循環 - 鎌40：逗子駅 - 鎌41：小坪 - 直行：リビエラ逗子マリーナプラザ       |
| 鎌倉駅入口 |                             | |
| －         | - 京浜急行バス - 江ノ電バス | パークアンドバスライド「フクちゃん号」：八幡宮駐車場 / 由比ガ浜地下駐車場                                  |

### 西口
前述のように、西口発着路線は鎌倉駅西口着、鎌倉市役所発という形態をとっている。これは、バス開通時に、鎌倉市・バス会社・タクシー会社の意思疎通が上手く働かず、三者とも話が決裂したためである。
| 運行事業者 | 系統・行先                                                 |
| 鎌倉市役所 | 鎌倉市役所                                                 |
| ---------- | ---------------------------------------------------------- |
| 江ノ電バス | - K6：桔梗山 / 鎌倉駅西口 - K51：鎌倉中央公園 / 鎌倉駅西口 |

## 隣の駅
東日本旅客鉄道（JR東日本）
 横須賀線
北鎌倉駅 (JO 08) - 鎌倉駅 (JO 07) - 逗子駅 (JO 06)
- 特急「鎌倉」停車駅（当駅始発）

 湘南新宿ライン
北鎌倉駅 (JS 08) - 鎌倉駅 (JS 07) - 逗子駅 (JS 06)
江ノ島電鉄（江ノ電）
 江ノ島電鉄線
和田塚駅 (EN14) -  鎌倉駅 (EN15)

### 記事本文